# プレジデンツカップ
プレジデンツカップ（Presidents Cup）は、ライダーカップの開催されない年に行われるゴルフの大陸別対抗戦である。ライダーカップがアメリカPGAツアー代表チームとヨーロッパ出生選手のみに限定された大会であることから、ゴルファーの国際化にともなって、ヨーロッパ以外の国籍を持つ世界各地の有力選手たちが米国代表と戦える団体戦として考案されたものである。第1回大会は1994年に開催された。
2001年のライダーカップがアメリカ同時多発テロ事件の影響を受けて2002年に順延されたことを受けて、この大会も2002年の大会を2003年に延期して行われた。以後それまでの西暦偶数年の開催から、奇数年に変更された。その後2020年のライダーカップが新型コロナウイルス感染症の大流行の影響により2021年に順延されたことを受けて、この大会も2021年の大会を2022年に延期することが決定された。以降は西暦偶数年の開催に戻る予定。基本的なルールはライダーカップの仕組みに準じている。
2003年の大会が両チーム同点で決着がつかず、優勝預かりになったことから、2005年の大会は前回と同じキャプテンで行った。
大会の名誉会長は開催国の国家元首が務めることが慣例となっている。

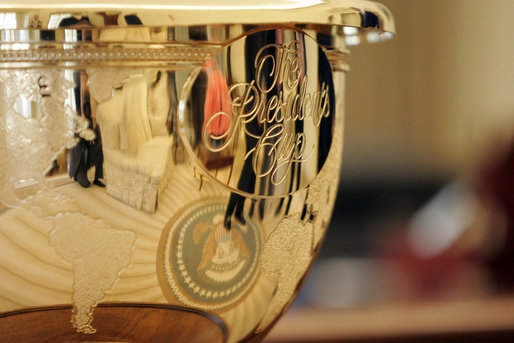
プレジデンツカップトロフィー

## 大会方式
| Year      | Day 1             | Day 1             | Day 2             | Day 2             | Day 3             | Day 3             | Day 4            | Total Points |
| Year      | 朝                | 昼                | 朝                | 昼                | 朝                | 昼                |                  | Total Points |
| --------- | ----------------- | ----------------- | ----------------- | ----------------- | ----------------- | ----------------- | ---------------- | ------------ |
| 1994–1996 | フォアボール5試合 | フォアサム5試合   | フォアボール5試合 | フォアサム5試合   | シングルス12試合  | シングルス12試合  | –                | 32           |
| 1998      | フォアサム5試合   | フォアボール5試合 | フォアサム5試合   | フォアボール5試合 | シングルス12試合  | シングルス12試合  | –                | 32           |
| 2000      | フォアサム5試合   | フォアサム5試合   | フォアボール5試合 | フォアサム5試合   | フォアボール5試合 | フォアボール5試合 | シングルス12試合 | 32           |
| 2003      | フォアサム6試合   | フォアサム6試合   | フォアボール5試合 | フォアサム5試合   | フォアボール6試合 | フォアボール6試合 | シングルス12試合 | 34           |
| 2005–2011 | フォアサム6試合   | フォアサム6試合   | フォアボール6試合 | フォアボール6試合 | フォアサム5試合   | フォアボール5試合 | シングルス12試合 | 34           |
| 2013      | フォアボール6試合 | フォアボール6試合 | フォアサム6試合   | フォアサム6試合   | フォアボール5試合 | フォアサム5試合   | シングルス12試合 | 34           |
| 2015–2017 | フォアサム5試合   | フォアサム5試合   | フォアボール5試合 | フォアボール5試合 | フォアサム4試合   | フォアボール4試合 | シングルス12試合 | 30           |

## 対戦成績
| 年   | 開催コース                       | 開催地                                   | 勝利チーム     | スコア      | 米国キャプテン           | 国際キャプテン       |
| ---- | -------------------------------- | ---------------------------------------- | -------------- | ----------- | ------------------------ | -------------------- |
| 2024 | ロイヤル・モントリオールGC       | カナダ                                   | アメリカ合衆国 | 181⁄2–111⁄2 | ジム・フューリク         | マイク・ウェア       |
| 2022 | Quail Hollow Club                | Charlotte, North Carolina, United States | United States  | 17½–12½     | デービス・ラブ3世        | トレバー・イメルマン |
| 2019 | ロイヤル・メルボルンGC           | オーストラリア・メルボルン               | United States  | 16–14       | タイガー・ウッズ         | アーニー・エルス     |
| 2017 | リバティ・ナショナルGC           | ニュージャージー州ジャージーシティ       | United States  | 19–11       | スティーブ・ストリッカー | ニック・プライス     |
| 2015 | ジャック・ニクラスGCコリア       | 韓国・仁川                               | United States  | 15½–14½     | ジェイ・ハース           | ニック・プライス     |
| 2013 | ミュアフィールド・ヴィレッジ     | オハイオ州ダブリン                       | United States  | 18½–15½     | フレッド・カプルス       | ニック・プライス     |
| 2011 | ロイヤル・メルボルンGC           | オーストラリア・メルボルン               | United States  | 19–15       | フレッド・カプルス       | グレグ・ノーマン     |
| 2009 | Harding Park GC                  | カリフォルニア州サンフランシスコ         | United States  | 19½–14½     | フレッド・カプルス       | グレグ・ノーマン     |
| 2007 | ロイヤル・モントリオールGC       | カナダ・モントリオール                   | United States  | 19½–14½     | ジャック・ニクラス       | ゲーリー・プレーヤー |
| 2005 | Robert Trent Jones Golf Club     | バージニア州ゲインズビル                 | United States  | 18½–15½     | ジャック・ニクラス       | ゲーリー・プレーヤー |
| 2003 | ファンコート・ホテル&CC          | 南アフリカ・ジョージ                     | 引き分け       | 17–17       | ジャック・ニクラス       | ゲーリー・プレーヤー |
| 2000 | ロバート・トレント・ジョーンズGC | バージニア州ゲインズビル                 | United States  | 21½–10½     | ケン・ベンチュリ         | ピーター・トムソン   |
| 1998 | ロイヤル・メルボルンGC           | オーストラリア・メルボルン               | International  | 20½–11½     | ジャック・ニクラス       | ピーター・トムソン   |
| 1996 | ロバート・トレント・ジョーンズGC | バージニア州ゲインズビル                 | United States  | 16½–15½     | アーノルド・パーマー     | ピーター・トムソン   |
| 1994 | ロバート・トレント・ジョーンズGC | バージニア州ゲインズビル                 | United States  | 20–12       | ヘール・アーウィン       | デビッド・グラハム   |

過去15大会の対戦成績はアメリカ13勝、国際1勝、引き分け1となっている。

## 今後の開催予定
- 2026年：メダイナCC（ アメリカ合衆国・シカゴ郊外[1]）
- 2028 キングストンヒースGC[2]
- 2030 ベルリーブCC[3]

## 記録
- 最多出場: 12
° フィル・ミケルソン (USA), 1994–2017、ミケルソンは第1回から12回まで皆勤出場であった。
- 最多ポイント: 32½
° フィル・ミケルソン (USA) (26勝16敗13分)
- シングルス最多勝利記録: 7
° タイガー・ウッズ (USA) (7勝2敗0分)
- フォアサム最多ポイント 14
° フィル・ミケルソン (USA) (12勝6敗4分)
- フォアボール最多ポイント: 13
° フィル・ミケルソン (USA) (10勝5敗6分)
- 選手としての1大会最多得点: 5
° マーク・オメーラ (USA) 1996
° 丸山茂樹 (Int) 1998
° タイガー・ウッズ (USA) 2009
° ジム・フューリク (USA) 2011
° ブランデン・グレース (Int) 2015
° ジョーダン・スピース (USA) 2022
- 最年少出場: 18年 + 21日
° 石川遼 (Int) 2009
- 最年長出場: 49年 + 353日
° ジェイ・ハース（英語版） (USA) 2003